# Vissótskoie
Vissótskoie (en rus: Высоцкое) és un poble del krai de Stàvropol, a Rússia, que en el cens del 2010 tenia 2.577 habitants. Pertany al districte rural de Petrovski.